# Schack Manka

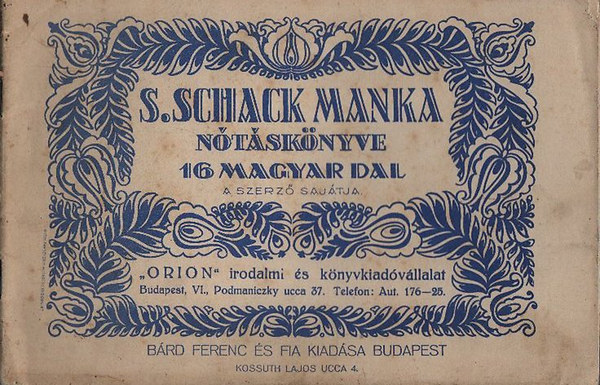
Az S. Schack Manka nótáskönyve. 16 magyar dal c. gyűjtemény borítója (Bárd Ferenc és Fia, 1931)

S. Schack Manka, született: Schack Malvina Mária Franciska Hedvig, a polgári életben használt nevei: (Skrovináné) Schack Malvin, Sásdy Jánosné (Pozsony, 1888. május 22. – Budapest, 1947. március 22.) zeneszerző, hangverseny-énekesnő. Kiváló képzése ellenére megmaradt dilettáns komponistának. Az életében rendkívül népszerű művész nevét ma már csak magyar nótái őrzik.
Édesapja Schack Béla, a kereskedelmi oktatásügy kiváló szakértője, édesanyja az irodalom terén leányához hasonló teljesítményt nyújtó Schack Béláné (született Engel Mária), akinek verseskötete is megjelent Azokkal, akik sírnak (1916).

## Élete
Ötéves korától ismerkedett a zene alapjaival. Tizenöt éves volt, mikor egy dalát már előadták. Rendszeres képzését a Fodor Zeneiskolában Siklós Albert és Kelen Ida kezdte. A Zeneakadémián Antalffy-Zsiross Dezső és Szabados Béla növendékeként énektanári oklevelet szerzett. Ezek után Drezdában tanult még August Ifferttől (1859–1930) énekelni, Karl Brauntól (1864–1934) hangszerelést, zeneszerzést.
15 éves korában szerezte Altató-dalát, amelyet Elvira Malmedée, a mannheimi operaház tagja adott elő.
Pályáját sikeres koncerténekesként kezdte, de közben folyamatosan komponált is. Az első világháború idején Dollinger Gyula klinikáján ápolónői oklevelet szerzett, és az Áldás utcai elemi iskolában berendezett hadikórházban dolgozott. Közben itt is és az ország számos pontján hangversenyeket rendezett. Ebben az időben komponálta a Csensztochoi legenda című melodrámáját. Balassa Jenő ezzel a művel egész Nagy-Magyarországot bejárta.
1916 szeptemberében házasságot kötött Skrovina (1931-től Sásdy) János „méneskari főhadnaggyal” (később m. kir. őrnagy).
A háború után helyreállt viszonyok között folytatta korábbi tevékenységét. 1923. február 3-án került a legrangosabb helyre szerzeménye, amikor az Operaház bemutatta anyja szövegkönyvére komponált Pillangószerelem c. egyfelvonásos balettjét. A történetben erdei és mesebeli lények keringenek, repkednek addig, amíg a pillangókirály által elhagyott rózsakirálynő hosszú vívódás után meg nem hal. A „mű” hatalmas felháborodást keltett. A Világ másnap megjelent kritikájában így ír:
Hogy kerül a Pillangószerelem az Operába? Míg Bartók Béla kemény fából faragott királyfia körül zajos politikai viták folynak, nesztelenül, könnyű pillangófogaton lejt elénk a dilettantizmus és az uj némajáték beszédes akaratlan szimbóluma [...] miért adták elő az állami szinházban a Pillangószerelmet?
Összesen kilencszer játszották a darabot egy év alatt, majd örökre eltűnt a repertoárról. Egyetlen érdeme az intézmény történetében, hogy ez volt az első női szerző által komponált mű a színpadon. Reiner Frigyes volt az, akit egyedül meggyőzött a darab, és azt javasolta, hogy adja fel énekesi pályáját, és csak a zeneszerzésnek éljen ezentúl.
Művei saját korában nyomtatásban és gramofonlemezen jelentek meg. Szerzői estjei a leglátogatottabbak közé tartoztak. Hírességét mutatja, hogy már életében, 1931-ben felvették a nevét önálló szócikkel a Bozzai Margit által szerkesztett, 1931-es Magyar Asszonyok Lexikonába, ami a nők – magyar történelmen végigvonuló – egyenjogúságáról szól.
Fiát, Sásdy Bélát 1945. február 8-án elvitték málenkij robotra. 1947 júniusában tért haza.

## Művei
Színpadi művek

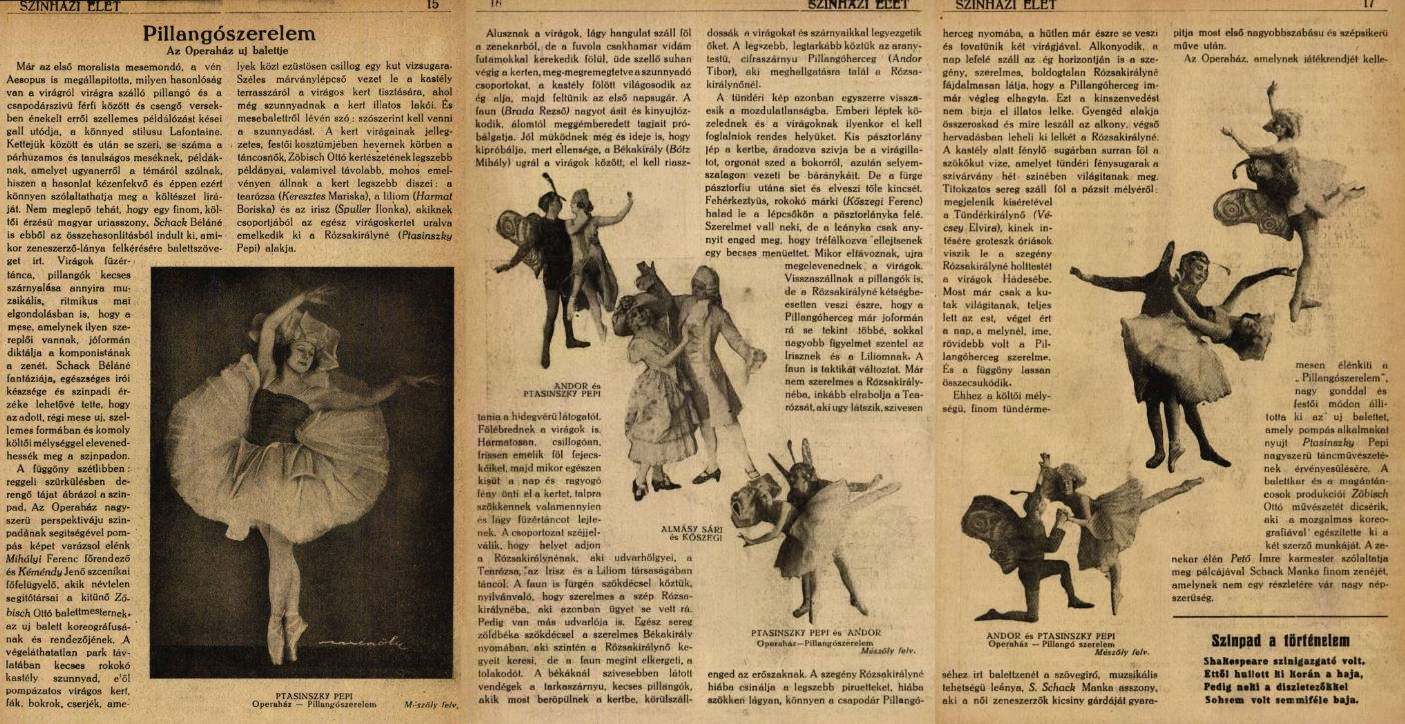
Pillangószerelem kritika (Színházi Élet, 1923)

- Pillangószerelem (balett egy felvonásban, szövegkönyv: Schack Béláné; bemutató: Magyar Királyi Operaház, 1923. február 3.

Filmzene
- Machita (magyar játékfilm, rendezte: Rodriguez Endre, 1943–44, Zenéjét szerezte Sásdy Schack Manka, míg a jazz betéteket fia Sásdy Béla szerezte.)

Magyar nóták, táncdalok
- Annyit mondok (magyar nóta, szöveg: Marcali Frigyes)
- Bajusznóta (magyar nóta, szöveg: Thomée József)
- Bánatmadár (magyar nóta, szöveg: Marcali Frigyes)
- Búbánat (magyar nóta, szöveg: Marcali Frigyes)
- A cecei piacon (magyar nóta, szöveg: Marcali Frigyes)
- A faluban (magyar nóta, szöveg: Molnár Jenő)
- Hulló rózsaszirom között (magyar nóta, szöveg: Ruttkay Aladárné Ekessy Terike)
- Juj, de magas (magyar nóta, szöveg: Thomée József)
- Lila akác alatt (magyar nóta, szöveg: Marcali Frigyes)
- Menyecske-nóta (magyar nóta, szöveg: Schack Béláné)
- Messze falu, kicsi templom (magyar nóta, szöveg: Gy. Czikle Valéria)
- Nem siratlak soha többé (magyar nóta, szöveg: Thomée József)
- Régóta nem láttam (magyar nóta, szöveg: dr. Gergelyffy Gábor)
- Te akartad, hogy így legyen (magyar nóta, szöveg: Marcali Frigyes)
- Tubarózsa (magyar nóta, szöveg: Gayné B. Édy)
- Tudod-e, hogy rád gondolok (magyar nóta, szöveg: vitéz Rózsás József)
- Voltam én is nagy legény (magyar nóta, szöveg: Gyökössy Endre)

Egyéb
- Csensztochoi legenda (melodráma Balassa Jenőnek)
- Elesett hősök ébredjetek... (vegyeskarra, társzeneszerző: Kern Elemér, szöveg: vitéz Rózsás József)
- Honvédroham. Az 1914–18. évi világháborúban elesett magyar hősök dicsőségére. (melodráma, szöveg: vitéz Rózsás József; bemutató: Ludovika Akadémia, 1926., narrátor: Bakó László)[11]
- Nászálom (zenés vígjáték, bemutatta a Vígszínház)[6]
- Karácsonyi álom (gyerekdarab, bemutatta a Teréz körúti babszínház)[6]
- Fahuszár (gyerekdarab, bemutatta a Teréz körúti babszínház)[6]
- Ave Maria (több templomban énekelték)[6]

## Képtár

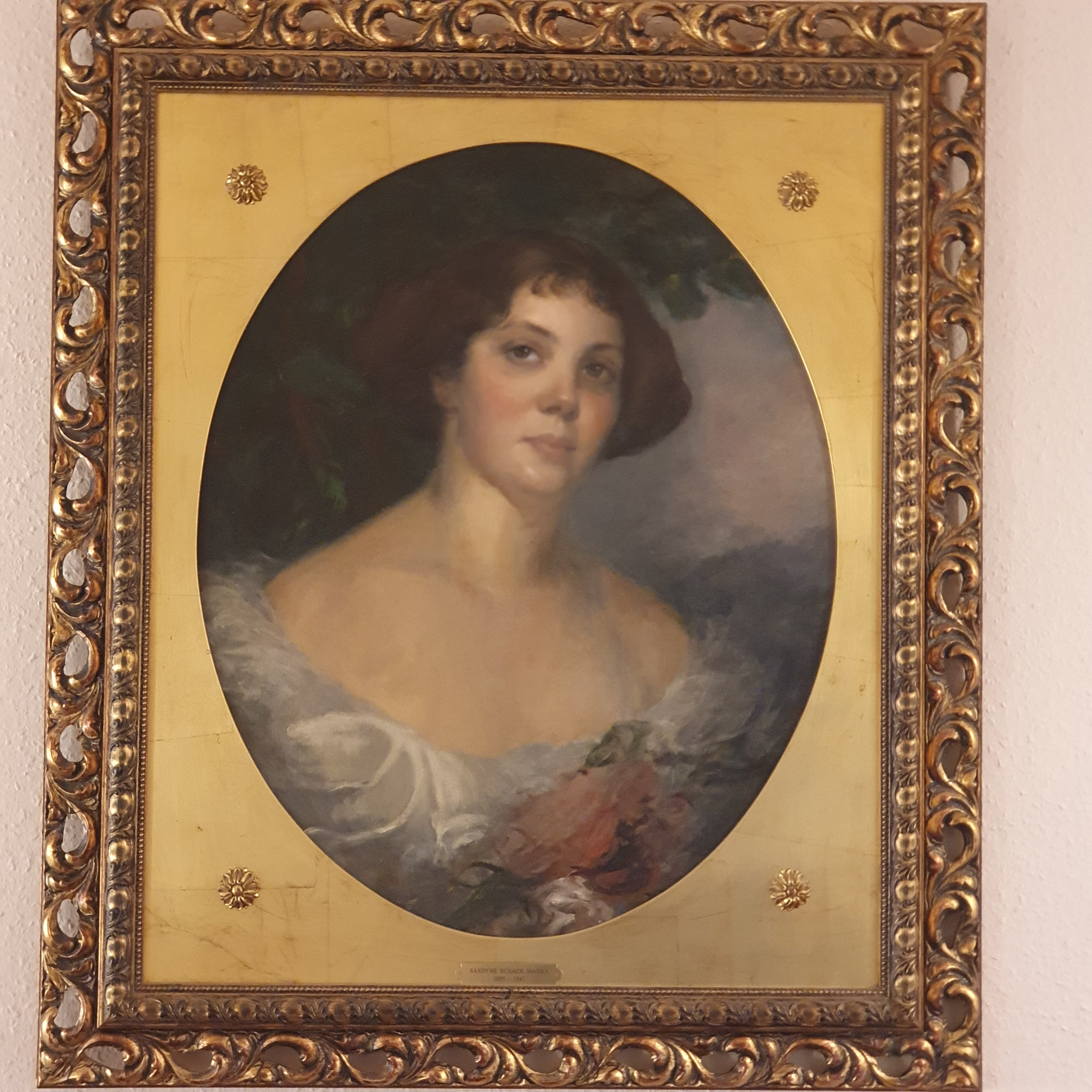
Schack Manka, ismeretlen festő képe (1925 k.)
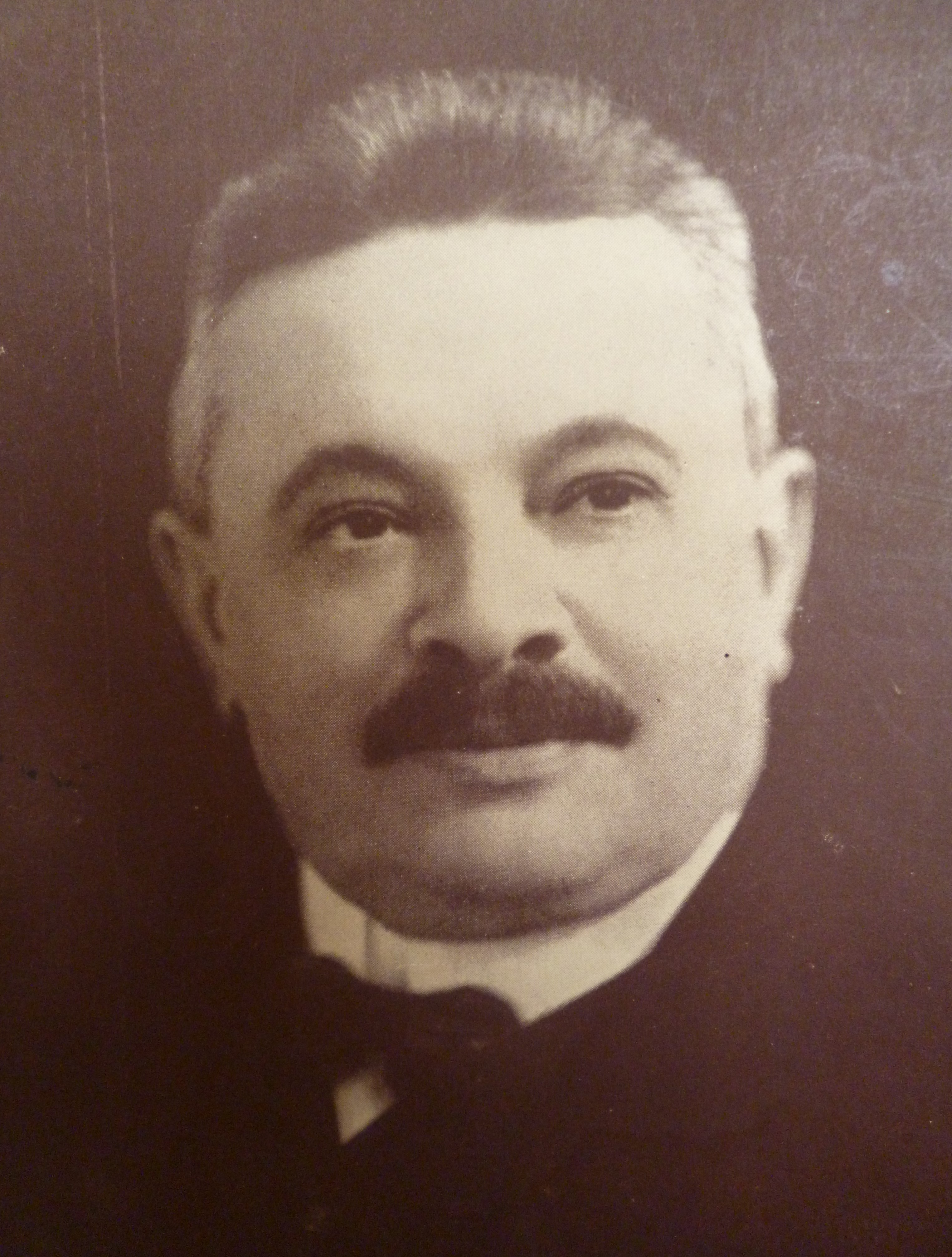
Schack Béla, Schack Manka édesapja (1910 k.)
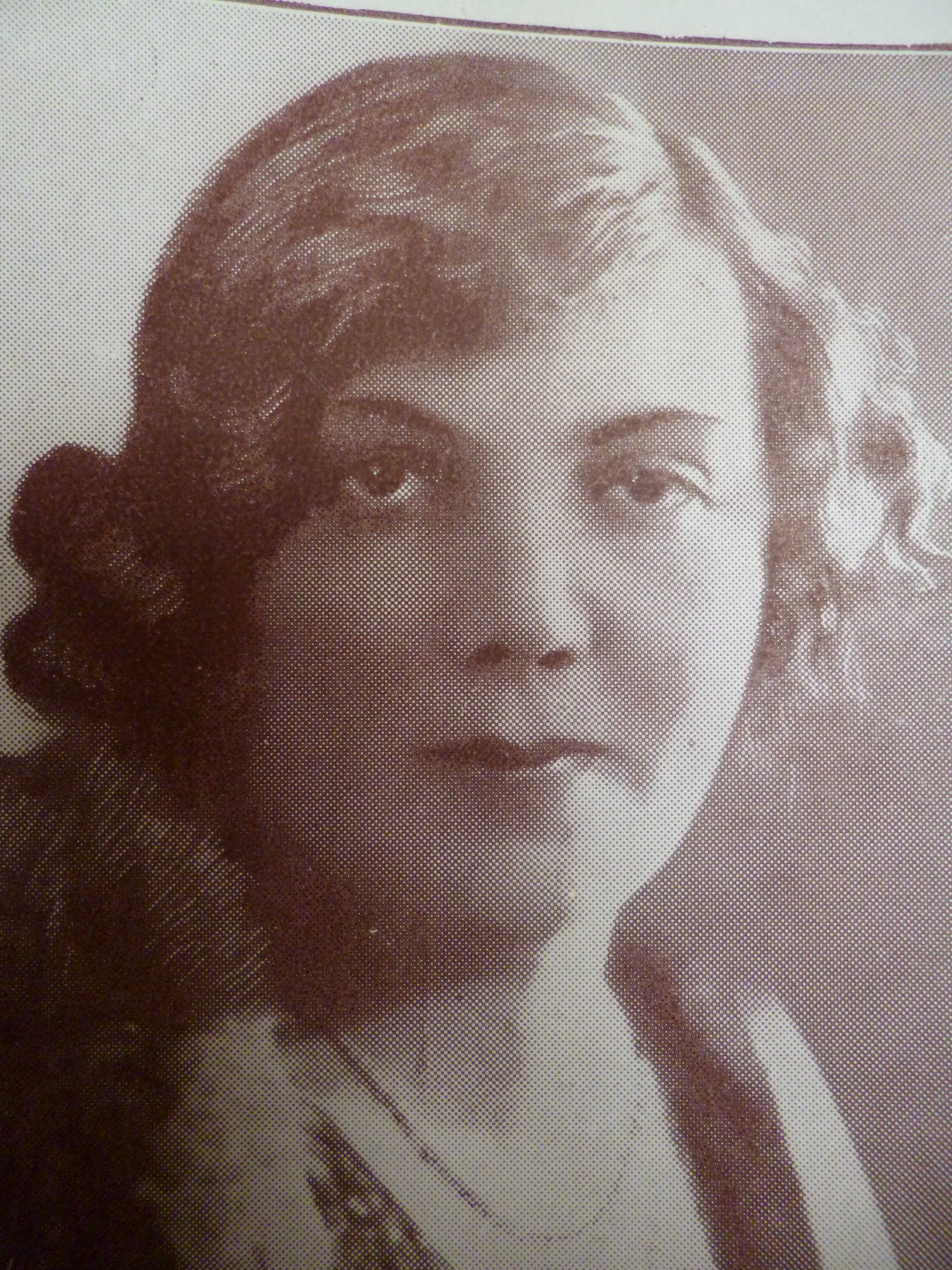
Schack Béláné (született Engel Mária), Schack Manka édesanyja (1930 k.)
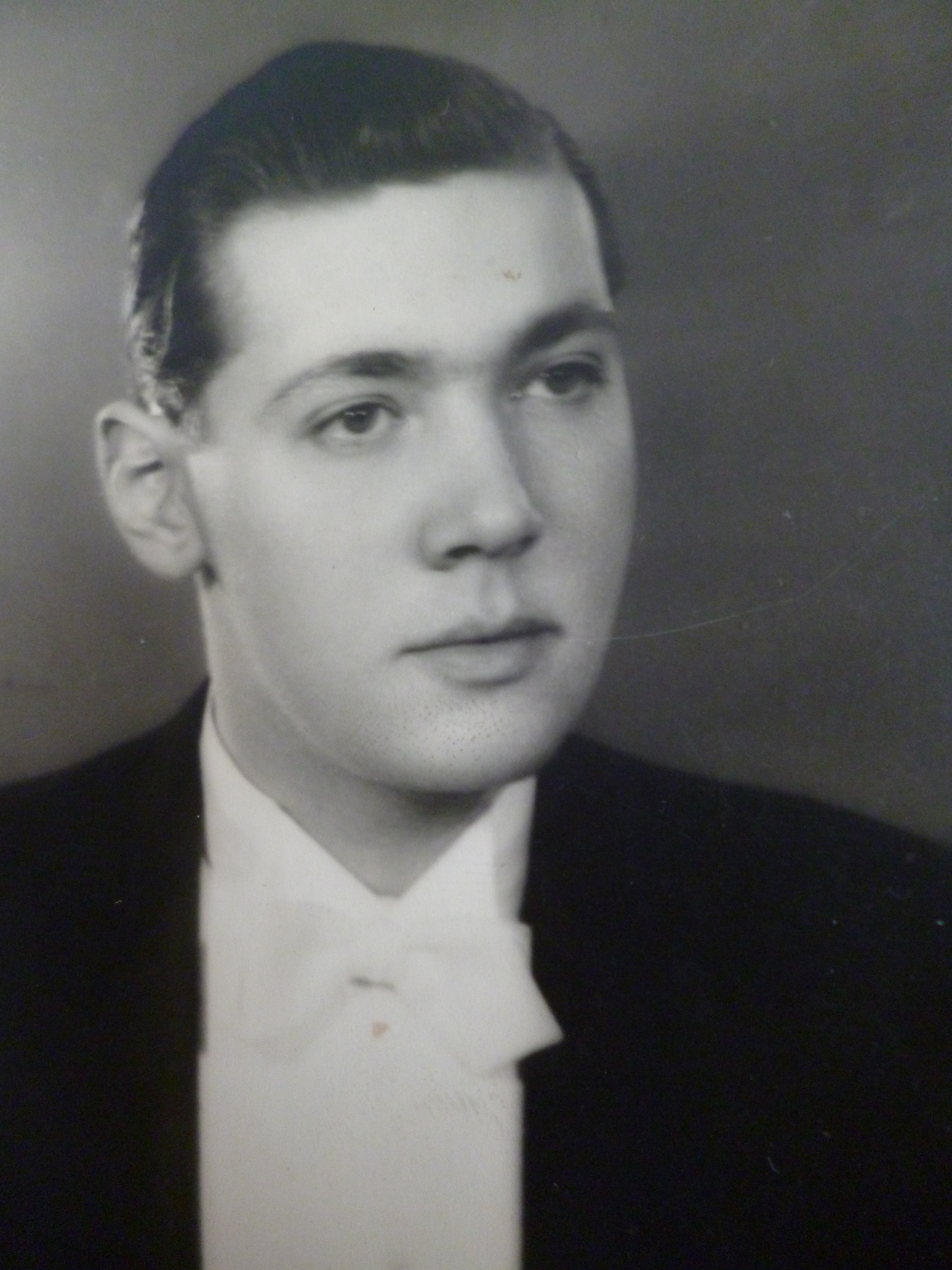
Sásdy Béla, Schack Manka fia (1940 k.)
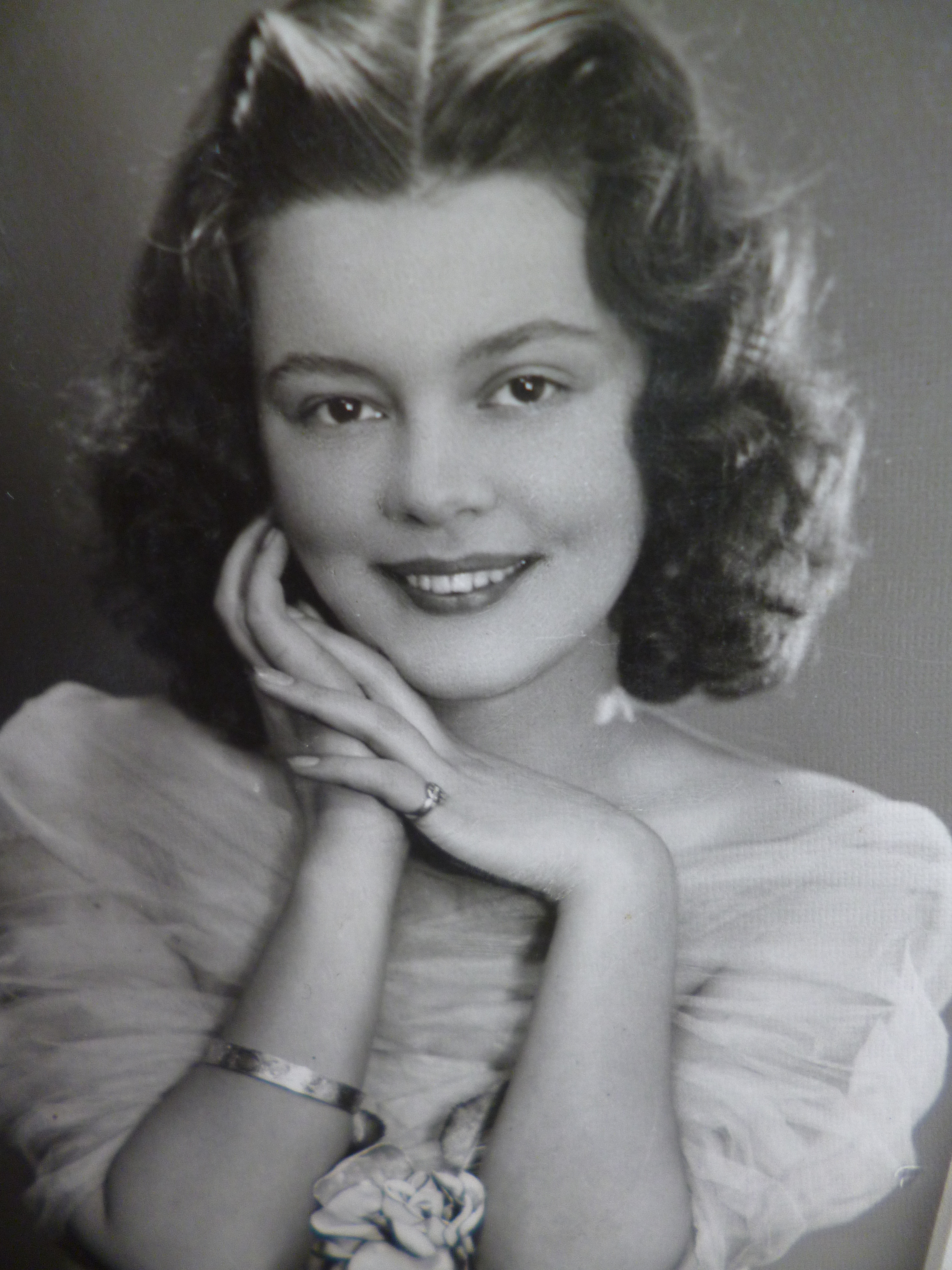
Sásdy Anikó, Schack Manka leánya (1939)